# Главан, Фёдор Андреевич
Фёдор Андреевич Главан (23.11.1926 — ?) — звеньевой колхоза имени Котовского Дрокиевского района Молдавской ССР, Герой Социалистического Труда (08.12.1973).
Родился 23 ноября 1926 года в с. София, ныне Дрокиевский район Молдавии. Образование неполное среднее.
Работал в организованном в его селе в 1949 году колхозе имени Котовского полеводом, бригадиром по заготовке кормов, звеньевым полеводческой бригады. С 1963 года звеньевой табаководческой бригады.
Применяя передовые агротехнические методы, добился хороших результатов. В 1966—1970 гг. средняя урожайность табачного листа в его звене составила 27,5 ц/га, В 1971—1973 гг. — 28,8 ц/га, в 1974 году — 32 ц/га.
С весны 1975 года бригадир табаководческой бригады № 2.
Герой Социалистического Труда (08.12.1973). Награждён орденом Трудового Красного Знамени.
Депутат Верховного Совета Молдавской ССР 9-го созыва.